# One Shot 1992
One Shot 1992 è un album compilation della collana One Shot, pubblicato dalla Universal Music nel 2007.
Il doppio CD contiene 34 brani di successo nel 1992.

## One Shot 1992 (CD 1)
1. Snap! – Rhythm Is a Dancer – 3:42
2. 4 Non Blondes – What's Up? – 4:54
3. Double You – Please Don't Go – 3:17
4. Ten Sharp – You – 4:23
5. CO.RO. – Because the Night (feat. Taleesa) – 5:19
6. Tasmin Archer – Sleeping Satellite – 4:40
7. The Cure – Friday I'm in Love – 3:34
8. Tears for Fears – Laid So Low (Tears Roll Down) – 4:42
9. Dr. Alban – It's My Life – 3:59
10. Datura – Yerba del Diablo – 4:41
11. Stereo MCs – Connected – 3:46
12. Billy Ray Cyrus – Achy Breaky Heart – 3:23
13. The Christians – What's in a Word – 5:43
14. Extreme – Rest in Peace – 6:02
15. Wet Wet Wet – Goodnight Girl – 3:39
16. Miles Davis – The Doo-Bop Song – 5:00
17. Galliano – Prince of Peace – 5:55

## One Shot 1992 (CD 2)
1. Annie Lennox – Why – 4:54
2. Incognito – Don't You Worry 'Bout a Thing – 5:19
3. Swing Out Sister – Am I the Same Girl? – 4:05
4. Was (Not Was) – Shake Your Head – 3:57
5. Rozalla – Are You Ready to Fly (Rainbow Mix) – 3:54
6. En Vogue – My Lovin (You're Never Gonna Get It) – 4:42
7. Suzanne Vega – Blood Makes Noise – 2:27
8. James – Born of Frustation – 4:22
9. Black Machine – Jazz Machine – 3:27
10. D.J. Molella – Revolution – 4:30
11. Opus III – It's a Fine Day – 5:27
12. Bobby Brown – Humpin' Around – 4:23
13. Gin Blossoms – Hey Jealousy – 3:55
14. Khaled – Didi – 4:59
15. Temple of the Dog – Hunger Strike – 4:03
16. Perception – Feed the Feeling – 5:12
17. Ronny Jordan – After Hours – 5:53